# Бахадури, Малалай
Малалай Бахадури — младший лейтенант и старший инструктор Афганского национального подразделения воспрещения (NIU). Она работала оператором связи, но решила присоединиться к правоохранительным органам в 2002 году, после того как в Афганистане закончилось правление талибов. Дядя Бахадури угрожал убить её и подвергал физическому насилию, так как был против.
Бахадури — первая женщина-член NIU Афганистана. Она участвовала в операциях по борьбе с наркотиками во всех 34 провинциях Афганистана.
В 2013 году она получила Международную женскую награду за отвагу.